# Mistrovství světa ve vzpírání
Mistrovství světa ve vzpírání je nejvýznamnější neolympijská světová soutěž ve vzpírání. První mistrovství světa se uskutečnilo v Londýně již v roce 1891. Na mistrovství světa ve vzpírání dlouho soutěžili pouze muži, ženy se poprvé na mistrovství světa představily až v roce 1987, kdy premiérový podnik hostila Daytona Beach ve Spojených státech amerických. Od roku 1991 se mužská a ženská mistrovství světa pořádají společně. Pořadatelství mistrovství světa zaštiťuje Mezinárodní vzpěračská federace (IWF).
Na českém území se mistrovství světa konalo pouze jednou – v roce 1987 šampionát hostila Ostrava. Pořadatelství mistrovství světa, které se v roce 2006 mělo konat v Praze, Český svaz vzpírání z důvodu nedostatku financí a nenalezení generálního sponzora odřekl. Namísto toho Praha hostila v roce 2007 vzpěračské mistrovství světa juniorů do 20 let.

## Přehled mistrovství světa ve vzpírání mužů[2]
| Pořadí | Rok  | Město                 | Stát                   | Poznámky |
| ------ | ---- | --------------------- | ---------------------- | --- |
| 1.     | 1891 | Londýn                | Spojené království     | |
| 2.     | 1898 | Vídeň                 | Rakousko-Uhersko       | |
| 3.     | 1899 | Milán                 | Itálie                 | |
| 4.     | 1903 | Paříž                 | Francie                | |
| 5.     | 1904 | Vídeň                 | Rakousko-Uhersko       | |
| 6.     | 1905 | Berlín                | Německá říše           | |
| 7.     | 1905 | Duisburg              | Německá říše           | |
| 8.     | 1905 | Paříž                 | Francie                | |
| 9.     | 1906 | Lille                 | Francie                | |
| 10.    | 1907 | Frankfurt nad Mohanem | Německá říše           | |
| 11.    | 1908 | Vídeň                 | Rakousko-Uhersko       | |
| 12.    | 1909 | Vídeň                 | Rakousko-Uhersko       | |
| 13.    | 1910 | Düsseldorf            | Německá říše           | |
| 14.    | 1910 | Vídeň                 | Rakousko-Uhersko       | |
| 15.    | 1911 | Stuttgart             | Německá říše           | |
| 16.    | 1911 | Berlín                | Německá říše           | |
| 17.    | 1911 | Drážďany              | Německá říše           | |
| 18.    | 1911 | Vídeň                 | Rakousko-Uhersko       | |
| 19.    | 1913 | Vratislav             | Německá říše           | |
| 20.    | 1920 | Vídeň                 | Rakousko               | |
| 21.    | 1922 | Tallinn               | Estonsko               | |
| 22.    | 1923 | Vídeň                 | Rakousko               | |
| 23.    | 1937 | Paříž                 | Francie                | |
| 24.    | 1938 | Vídeň                 | Německo                | |
| 25.    | 1946 | Paříž                 | Francie                | |
| 26.    | 1947 | Philadelphia          | Spojené státy americké | |
| 27.    | 1949 | Scheveningen          | Nizozemsko             | |
| 28.    | 1950 | Paříž                 | Francie                | |
| 29.    | 1951 | Milán                 | Itálie                 | |
| 30.    | 1953 | Stockholm             | Švédsko                | |
| 31.    | 1954 | Vídeň                 | Rakousko               | |
| 32.    | 1955 | Mnichov               | Západní Německo        | |
| 33.    | 1957 | Teherán               | Persie                 | |
| 34.    | 1958 | Stockholm             | Švédsko                | |
| 35.    | 1959 | Varšava               | Polsko                 | |
| 36.    | 1961 | Vídeň                 | Rakousko               | |
| 37.    | 1962 | Budapešť              | Maďarsko               | |
| 38.    | 1963 | Stockholm             | Švédsko                | |
| 39.    | 1964 | Tokio                 | Japonsko               | v rámci OH uděleny medaile za dílčí disciplíny |
| 40.    | 1965 | Teherán               | Persie                 | |
| 41.    | 1966 | Berlín                | Východní Německo       | |
|        | 1967 | Tokio                 | Japonsko               | Zrušeno začátkem roku 1967 kvůli odmítavému stanovisku japonské vlády udělit víza sportovcům z NDR. FIHC následně spojila MS s květnovým ME v Polsku. Polsko však pořadatelství MS a ME ve vzpírání a kulturistice v říjnu odmítlo a FIHC po zbytek roku náhradníka nenašla. Jako neoficiání náhrada za mistrovství světa za rok 1967 je brán předolympijský turnaj v C. de México. |
| 42.    | 1968 | Ciudad de México      | Mexiko                 | v rámci OH uděleny medaile za dílčí disciplíny |
| 43.    | 1969 | Varšava               | Polsko                 | |
| 44.    | 1970 | Columbus              | Spojené státy americké | |
| 45.    | 1971 | Lima                  | Peru                   | |
| 46.    | 1972 | Mnichov               | Západní Německo        | v rámci OH uděleny medaile za dílčí disciplíny |
| 47.    | 1973 | Havana                | Kuba                   | |
| 48.    | 1974 | Manila                | Filipíny               | |
| 49.    | 1975 | Moskva                | Sovětský svaz          | |
| 50.    | 1976 | Montréal              | Kanada                 | v rámci OH uděleny medaile za dílčí disciplíny |
| 51.    | 1977 | Stuttgart             | Západní Německo        | |
| 52.    | 1978 | Gettysburg            | Spojené státy americké | |
| 53.    | 1979 | Soluň                 | Řecko                  | |
| 54.    | 1980 | Moskva                | Sovětský svaz          | v rámci OH uděleny medaile za dílčí disciplíny |
| 55.    | 1981 | Lille                 | Francie                | |
| 56.    | 1982 | Lublaň                | Jugoslávie             | |
| 57.    | 1983 | Moskva                | Sovětský svaz          | |
| 58.    | 1984 | Los Angeles           | Spojené státy americké | v rámci OH uděleny medaile za dílčí disciplíny |
| 59.    | 1985 | Södertälje            | Švédsko                | |
| 60.    | 1986 | Sofie                 | Bulharsko              | |
| 61.    | 1987 | Ostrava               | Československo         | |
| 62.    | 1989 | Atény                 | Řecko                  | |
| 63.    | 1990 | Budapešť              | Maďarsko               | |
| 64.    | 1991 | Donaueschingen        | Německo                | |
| 65.    | 1993 | Melbourne             | Austrálie              | |
| 66.    | 1994 | Istanbul              | Turecko                | |
| 67.    | 1995 | Kanton                | Čína                   | |
| 68.    | 1997 | Čiang Mai             | Thajsko                | |
| 69.    | 1998 | Lahti                 | Finsko                 | |
| 70.    | 1999 | Atény                 | Řecko                  | |
| 71.    | 2001 | Antalya               | Turecko                | |
| 72.    | 2002 | Varšava               | Polsko                 | |
| 73.    | 2003 | Vancouver             | Kanada                 | |
| 74.    | 2005 | Dauhá                 | Katar                  | |
| 75.    | 2006 | Santo Domingo         | Dominikánská republika | |
| 76.    | 2007 | Čiang Mai             | Thajsko                | |
| 77.    | 2009 | Kojang                | Jižní Korea            | |
| 78.    | 2010 | Antalya               | Turecko                | |
| 79.    | 2011 | Paříž                 | Francie                | |
| 80.    | 2013 | Vratislav             | Polsko                 | |
| 81.    | 2014 | Nur-Sultan            | Kazachstán             | |
| 82.    | 2015 | Houston               | Spojené státy americké | |
| 83.    | 2017 | Anaheim               | Spojené státy americké | |
| 84.    | 2018 | Ašchabad              | Turkmenistán           | |
| 85.    | 2019 | Pattaya               | Thajsko                | |
| 86.    | 2021 | Taškent               | Uzbekistán             | |
| 87.    | 2022 | Bogota                | Kolumbie               | Původně se mělo konat v Čchung-čchingu v Číně, ale bylo přesunuto kvůli opatřením proti covidu-19. |
| 88.    | 2023 | Rijád                 | Saúdská Arábie         | |
| 89.    | 2024 | Manáma                | Bahrajn                | |
| 90.    | 2025 | Førde                 | Norsko                 | |
| 91.    | 2026 | Ning-po               | Čína                   | |
| 92.    | 2027 | Jerevan               | Arménie                | |
| 93.    | 2028 | Caracas               | Venezuela              | |

## Přehled mistrovství světa ve vzpírání žen[2]
| Pořadí | Rok  | Město           | Stát                   |
| ------ | ---- | --------------- | ---------------------- |
| 1.     | 1987 | Daytona Beach   | Spojené státy americké |
| 2.     | 1988 | Jakarta         | Indonésie              |
| 3.     | 1989 | Manchester      | Spojené království     |
| 4.     | 1990 | Sarajevo        | Jugoslávie             |
| 5.     | 1991 | společně s muži | společně s muži        |
| 6.     | 1992 | Varna           | Bulharsko              |
| 7.     | 1993 | Melbourne       | Austrálie              |
| 8.     | 1994 | Istanbul        | Turecko                |
| 9.     | 1995 | Kanton          | Čína                   |
| 10.    | 1996 | Varšava         | Polsko                 |
| 11.    | 1997 | Čiang Mai       | Thajsko                |
| 12.    | 1998 | Lahti           | Finsko                 |
| 13.    | 1999 | Pireus          | Řecko                  |
| 14.    | 2001 | Antalya         | Turecko                |
| 15.    | 2002 | Varšava         | Polsko                 |
| 16.    | 2003 | Vancouver       | Kanada                 |
| 17.    | 2005 | Dauhá           | Katar                  |
| 18.    | 2006 | Santo Domingo   | Dominikánská republika |
| 19.    | 2007 | Čiang Mai       | Thajsko                |
| 20.    | 2009 | Kojang          | Jižní Korea            |
| 21.    | 2010 | Antalya         | Turecko                |
| 22.    | 2011 | Paříž           | Francie                |
| 23.    | 2013 | Vratislav       | Polsko                 |
| 24.    | 2014 | Nur-Sultan      | Kazachstán             |
| 25.    | 2015 | Houston         | Spojené státy americké |
| 26.    | 2017 | Anaheim         | Spojené státy americké |
| 27.    | 2018 | Ašchabad        | Turkmenistán           |
| 28.    | 2019 | Pattaya         | Thajsko                |
| 29.    | 2021 | Taškent         | Uzbekistán             |
| 30.    | 2022 | Bogota          | Kolumbie               |